# František Haspra
František Haspra (* 26. Juni 1900 in Topoľčianky, Okres Zlaté Moravce; † 22. Juli 1989 im Bojnice, Okres Prievidza) war ein slowakischer Geistlicher.
In den Jahren 1911–1919 studierte er am Gymnasium in Banská Bystrica, wo er auch sein Abitur machte. Er studierte Theologie in Olmütz und Prag (1919–1923). Am 8. Juli 1923 empfing er die Priesterweihe. Er wirkte als Kaplan in Vrútki (1923), Prievidza (1925–1927), Banská Bystrica und Kremnica (1928). Er arbeitete auch als Religionsprofessor an der dortigen Schule (1929–1946). 1943 wurde er Superintendent. Ab 1946 wirkte er in Žarnovica als Pfarradministrator, später als Pfarrer (1948–1952). Ab 1952 war er Pfarrer in Horná Ves, wo er 1965 pensioniert wurde. Am 17. Juni 1968 ernannte ihn Bischof Eduard Nécsey von Nitra zum Ordinarius der Diözese Banská Bystrica mit den Vollmachten des Kapitularvikars. Er leitete die Diözese bis zur Weihe von Bischof Jozef Feranec 1973. Er wurde in Topoľčianky bestattet.